# Dakota del Nord
Dakota del Nord, en anglès: North Dakota, és un estat dels Estats Units d'Amèrica, situat al nord del país, a la zona de les Grans Planes. El nom de Dakota ve de l'ètnia sioux.
Dakota del Nord fa frontera al nord amb les províncies canadenques de Saskatchewan i Manitoba, a l'oest amb l'estat de Montana, al sud amb Dakota del Sud, i a l'est (a l'altra banda del rius Red del Nord i Bois de Sioux) amb Minnesota.
Dakota del Nord és el 19è estat dels Estats Units en superfície i el tercer menys poblat. Va ser admès com estat als Estats Units l'any 1889, simultàniament amb Dakota del Sud.
La capital de l'estat és Bismarck i la ciutat més populosa és Fargo. Les principals universitats es troben a Grand Forks i Fargo. La U.S. Air Force hi té les bases de Minot i Grand Forks.

## Població

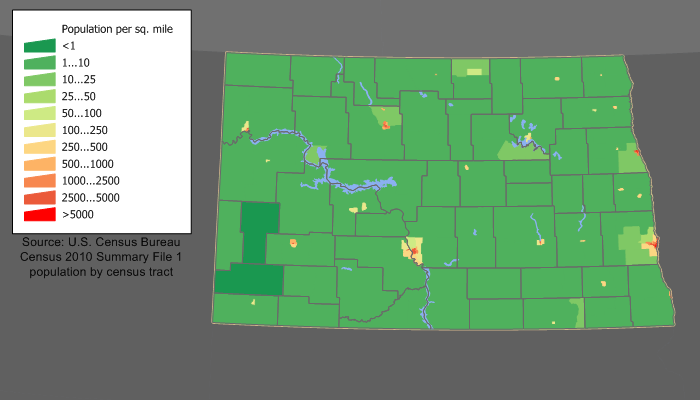
Mapa de la densitat de població a Dakota del Nord

Segons el cens dels EUA del 2000, hi havia 35.683 amerindis nord-americans (5%). Per tribus, les principals són els anishinaabemowin (14.803), sioux (9.219), les Tres Tribus Afiliades hidatsa-mandans-arikara (2.852), hidatsa (566), arikara (439), mandans (219) i cherokees (283).
A més de les minoritàries llengües ameríndies i de l'anglès generalitzat, el 2,5% de la població també parla alemany.
Els orígens llunyans dels pobladors no amerindis són:
- Alemanya i altres germànics : 47,2% (305.322)
- Noruega: 30,8% (199,154)
- Irlanda: 7,7% (49,892)
- Suècia: 4,7% (30,194)
- Rússia: 4,1% (26,642)
- França: 4,1% (26,320)
- Regne Unit: 3,9% (25,331)

## Ciutats
- Bismarck
- Fargo
- Linton
- Carrington
- Cavalier

## Geografia

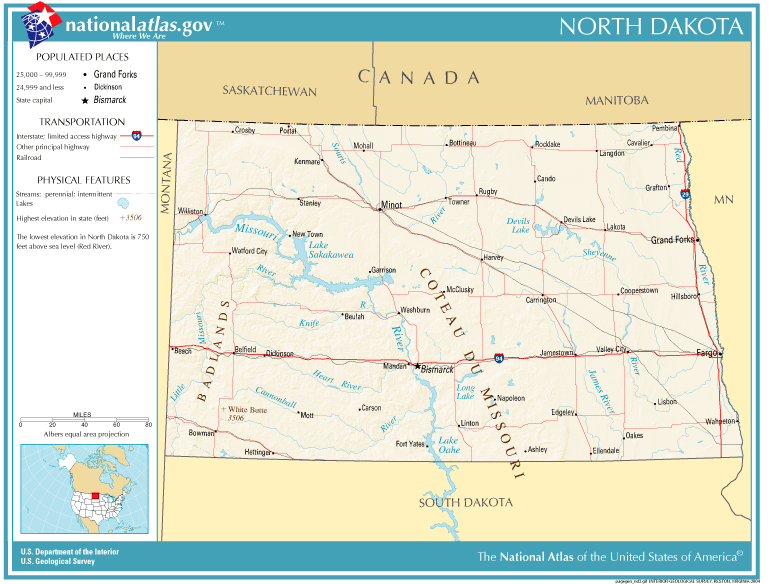
Mapa de Dakota delNord

North Dakota es considera que es troba dins la regió de les Grans Planes (Great Plains) i de vegades dins les Altes Planes ("High Plains"). Aquest estat comparteix el riu Red River of the North amb Minnesota. Es considera que es troba al bell mig d'Amèrica del Nord i fins i tot hi ha una fita de pedra que ho marca a la ciutat de Rugby.
La part oest de l'estat és aturonada amb la part nord de les Badlands a l'oest del riu Missouri. El punt més alt és White Butte amb 1.069 metres. El Parc Natural Theodore Roosevelt National Park està a les Bad Lands. A la regió hi abunden els combustibles fòssils incloent petroli i lignit. El riu Missouri forma el Llac Sakakawea, el tercer embassament més gran dels Estats Units.
La regió central de l'estat està dividida entre la praderia d'argila, sorra i grava (Drift Prairie) i l'altiplà de Missouri (Missouri Plateau). La part est és una vall plana (Red River Valley), el fons de l'antic llac glacial Llac Agassiz. Els seus sòls són fèrtils amb agroindústria potent. El Devils Lake que és el més gran dels llacs naturals de l'estat també es troba a l'est.
La majoria de Dakota del Nord està cobert de praderia herbosa. En els llocs ben drenats hi ha arbres.

### Clima
Té un clima continental amb hiverns molt freds i estius moderadament calorosos. Entre els fenòmens meteorològics que s'hi presenten hi ha la pluja, neu, calamarsa, tempestes de neu (blizzards), tornados, tempestes i vents d'alta velocitat. La pluviometria varia segons els llocs entre 360 a 560 litres.
La societat americana del pulmó (American Lung Association) l'any 2009 va informar que Fargo era la ciutat amb l'aire més net dels Estats Units.
| Localitat   | Juliol (°F) | Juliol (°C) | Gener (°F) | Gener (°C) |
| ----------- | ----------- | ----------- | ---------- | ---------- |
| Fargo       | 82/59       | 28/15       | 18/0       | −7/−17     |
| Bismarck    | 84/57       | 29/14       | 23/2       | −5/−16     |
| Grand Forks | 81/56       | 27/13       | 16/−3      | −8/−19     |
| Minot       | 81/58       | 27/14       | 21/3       | −6/−16     |
| Williston   | 84/56       | 29/13       | 22/0       | −5/−17     |
| Dickinson   | 83/55       | 28/12       | 26/6       | −3/−14     |
| Mandan      | 84/57       | 29/14       | 20/−1      | −6/−18     |

## Història

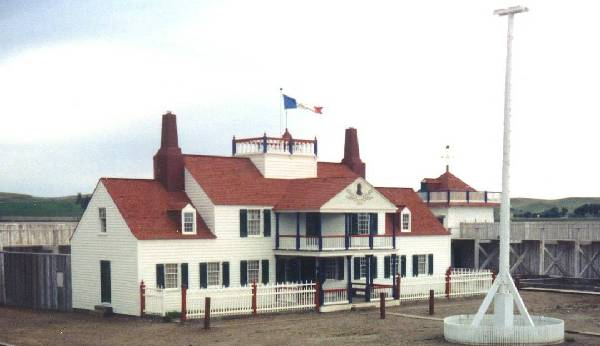
Fort Union Trading Post, Lloc històric nacional

Abans del contacte amb els europeus els amerindis havien habitat Dakota del nord durant milers d'anys. El primer europeu a arribar-hi va ser el francès-canadenc La Vérendrye, el 1738. La major part del territori de Dakota del Nord estava inclòs en la compra de la Louisiana de 1803; la resta va ser adquirit en el Tractat de 1818. El 2 de novembre de 1889 Dakota del Nord i Dakota del Sud van ser admeses com estats als Estats Units. Hi havia una rivalitat entre les dues Dakotes i per això per determinar l'ordre d'admissió es recorre a l'ordre alfabètic essent North Dakota l'estat 39è i South Dakota el 40è.